# 9 ноября (Американская история ужасов)
«9 ноября» (англ. «11/9») — четвёртый эпизод седьмого сезона американского телесериала-антологии «Американская история ужасов». Первый показ был 26 сентября 2017 года на телеканале FX. Режиссёр — Гвинет Хордер-Пейтон, сценарист — Джон Дж. Грей.

## Сюжет

### 8 ноября
Ночь выборов. Беверли Хоуп (Адина Портер) ведет репортаж около очереди в избирательный пункт. Она просит перезаписать репортаж, но Эр-Джей (Джеймс Моросини), оператор, сообщает, что начальство не собирается вставлять этот репортаж в эфир. Она встречает свою коллегу Серену Белинду (Эмма Робертс), с которой у неё взаимная неприязнь. В этой очереди также стоят Эллисон (Сара Полсон) и Айви (Элисон Пилл) Мэйфэр-Ричардс, Уинтер Андерсон (Билли Лурд) со своими подругами, кричащая феминистские лозунги, Харрисон (Билли Айкнер) и Мэдоу (Лесли Гроссман) Уилтоны. Мэдоу, смотря на это, предлагает ввести тест на возможность голосовать на президентских выборах, аргументируя это нехваткой знаний. Серена голосует за Дональда Трампа, Элли голосует за Джилл Стайн, Эр-Джей, Беверли, Руди (Шайенн Джексон), Уинтер и Айви голосуют за Хиллари Клинтон, Харрисон за Гэри Джонсона, а Мэдоу за Опру. В избирательный пункт врывается Кай Андерсон (Эван Питерс) с раненым мужчиной по имени Гэри Лонгстрит (Чез Боно). Оба они голосуют за Дональда Трампа. Выйдя из кабинки, Гэри кричит: «Добро пожаловать в Америку Трампа», показывая свою обрубленную руку.

### 9 ноября
Кай приходит в фитнес-центр, где его тренером становится Харрисон. На вопрос о своей цели Кай называет мировое господство. Они начинают тренировку, в ходе которой Кай рассказывает Харрисону о своих идеях и своём прошлом. К Харрисону подходит Винни (Т. Дж. Хобан), его начальник, и поручает ему убрать сперму в душевой, потому что Харрисон гей. Кай называет это унизительным. Занимаясь работой, Харрисон слышит грохот. Подойдя к двери, он видит на ней смайлик. Харрисон уже оделся, но услышал звуки из душевой. Это Кай мастурбировал в кабинке. Кончив, сказал ему, что смоет сам за собой.
Дома Харрисон узнаёт от жены, что их выселяют из дома. Он злится на Мэдоу, но после всё равно смягчается. Мэдоу говорит, что ей нужны только Харрисон и хорошее кабельное. Она пытается его возбудить, но попытки тщетны.
На работе Харрисон выполняет поручения своего босса. Он говорит Каю, что он станет бездомным и нищим. Но Кай ему утверждает, что и в этом есть плюсы. Разговор поднимает настроение Харрисону, но Винни снова говорит ему убраться в душе. Харрисон убирается, в это время Кай рисует на двери смайлик. Кай предлагает ему измениться и сделать это, отомстив Винни. Харрисон подходит к упражняющемуся Винни и душит его штангой. Когда тот отключился, Харрисон начал паниковать, но Кай его успокоил и сказал добить своего босса. Харрисон называет себя убийцей, что он сядет в тюрьму. Однако Кай обо всем позаботился и сделал всё так, чтобы все подумали, что Винни пропал. Кай предлагает Харрисону начать новую жизнь.
По пути домой Мэдоу предлагает отдаться за сигарету сидящим за столиком мужчинам, но они ей отдают её просто так. Зайдя домой, она видит, как её муж расчленяет тело своего босса, а рядом с ним даёт ему советы Кай. Харрисон называет его человеком, которому можно верить.

### Декабрь 2016 года
Беверли Хоуп приезжает на свалку, чтобы осветить в новостях найденное обезглавленное тело. Кай видит этот репортаж и заинтересовывается личностью Беверли. В интернете он находит видеоролик-склейку из её репортажей, в которых её доставали окружающие её в кадре люди. На одном подростке она выместила всю свою злобу, после чего легла в психиатрическую клинику, о чём рассказывает уже Серена Белинда.
В студии Боб Томпсон (Дермот Малруни) ласкает Серену и предлагает ей провести выходные с ним за городом. В студию заходит Беверли, которой Боб говорит вырезать минуту с её репортажа ради репортажа Серены. Беверли продолжает критиковать и попрекать Серену. Кай застаёт её за прокалыванием покрышек, после чего предлагает ей выпить кофе. Он также предлагает ей поменять жизнь, рассказывая свою идеологию о страхе и свои планы по захвату мира. Но Беверли относится к этому скептически.
Серена снимает репортаж про событие, посвящённое бездомным животным из приюта. Сзади к ней начинают подходить клоуны, которые затем её убивают.
Кай смотрит на наброски масок Мэдоу, говоря ей, что у неё есть талант. Вдруг приходит Беверли, которая сразу спрашивает Кая, убил ли он Серену. Но сама потом поняла, что это так. Кай утверждает, что сделает всё для неё. Теперь Беверли верит в Кая.
В убежище бездомных находят голову тела, найденного в декабре на свалке. На месте работает Беверли Хоуп. Они опознали фитнес-тренера Винченцо «Винни» Раволи. Кай с улыбкой за этим наблюдает.

### 7 ноября
День перед выборами. Айви собирается на митинг в поддержку Хиллари Клинтон и зовёт с собой свою жену. Но Элли говорит, что Хиллари и так победит, а вообще лучше голосовать за Джилл Стайн. В итоге Айви идёт одна. Там её домогался Гэри Лонгстрит, в её защиту выступила Уинтер, за которым та побежала, но он уехал. Уинтер и Айви уходят с митинга в ресторан, где они разговаривают, находя общий язык и понимание.
Гэри закрывает магазин. Проверяя его, он видит выбирающую скотч Уинтер, сзади его с помощью электрошокера вырубает Айви. Они связывают его, приковывают к трубе и запирают в подвале. Дома Уинтер видит остатки крови на своём лице. Кай это видит. Уинтер говорит брату, что сделала кое-кому больно и что это было классно. Кай просит рассказать сестру подробней. Он приходит к связанному Гэри. Чтобы освободиться и изменить будущее, словами Кай вынуждает его отрезать себе руку.

## Критика и приём
«9 ноября» посмотрело 2,13 миллиона человек с долей 1,1 в возрастной категории от 18 до 49 лет.
Этот эпизод на сайте Rotten Tomatos получил 100 % одобрения, основанных на 16 рецензиях. Итоговая оценка эпизода — 8,19/10.